# NBA의 상 목록
다음은 NBA의 상 목록 (영어: NBA Individual awards)으로 매 시즌이 끝나면 시즌 최우수선수상, 우수후보선수상, 신인상, 기량발전상, 수비선수상, 코치상 등을 수여한다.

## 같이 보기
- WNBA의 상 목록
- NBA G 리그의 상 목록
- ABA의 상 목록